# Battaglia di Castra Vetera
La battaglia di Castra Vetera del 70 d.C. vide, presso il Limes renano, la contrapposizione dell'esercito romano ai Batavi ed altre tribù germaniche, inclusi i Frisi, nel contesto della Rivolta batava dello stesso anno, ispirata e fomentata da Gaio Giulio Civile, un  principe romanizzato della Batavia.
La battaglia si concluse con la sconfitta dei Romani e con la distruzione della fortezza legionaria di Castra Vetera. Entrambe le vexillationes lasciate a guardia del castrum (della Legio V Alaudae e XV Primigenia), furono distrutte.
A seguito della battaglia  vi fu la defezione, in favore della rivolta, di molte delle truppe romane stanziate lungo il renano e in Gallia.